# John Deere Classic
El John Deere Classic es un torneo de golf profesional del PGA Tour. Se juega anualmente en julio, la semana antes del Abierto Británico de Golf, en TPC Deere Run en la comunidad Quad Cities de Silvis, Illinois.
El torneo comenzó como el Quad Cities Open en 1971 y fue un "evento satélite" en el PGA Tour. Se convirtió en un evento de gira oficial en 1972. Ed McMahon se desempeñó como anfitrión del torneo desde 1975 hasta 1979. Los patrocinadores principales han incluido Miller Brewing Company (1982-1985), Hardee's (1986-1994) y John Deere (desde 1999).
Desde el inicio del evento en 1971 hasta 1974, se jugó en Crow Valley Country Club en Davenport, Iowa. Luego se mudó a Oakwood Country Club en Coal Valley, Illinois de 1975 a 1999. A partir de 2000, el evento tuvo lugar en el TPC de Deere Run en Silvis.
En 2005 y 2006, el torneo generó más cobertura mediática debido a las exenciones del patrocinador otorgadas a la adolescente Michelle Wie. La edición de 2013 vio a Jordan Spieth, dos semanas antes de su vigésimo cumpleaños, convertirse en el primer adolescente en ganar en el PGA Tour desde 1931.
Desde la introducción de la Open Qualifying Series, el John Deere Classic es una última oportunidad para que un jugador que aún no esté exento obtenga la entrada al Open si termina entre los cinco primeros. Para ayudar a atraer a los jugadores que competirán en el Abierto Británico de Golf de la semana siguiente, desde 2008 el John Deere Classic ha patrocinado un vuelo chárter que sale de Quad Cities el domingo por la noche y llega a Gran Bretaña a la mañana siguiente.

## Ganadores
| Año                                 | Ganador                                    | Puntaje                                    | Al par                                     | Margen de victoria                         | Segundo(s)                                                  | Bolsa del ganador ($)                      | Bolsa ($)                                  |                    |
| John Deere Classic                  | John Deere Classic                         | John Deere Classic                         | John Deere Classic                         | John Deere Classic                         | John Deere Classic                                          | John Deere Classic                         | John Deere Classic                         | John Deere Classic |
| ----------------------------------- | ------------------------------------------ | ------------------------------------------ | ------------------------------------------ | ------------------------------------------ | ----------------------------------------------------------- | ------------------------------------------ | ------------------------------------------ | ------------------ |
| 2021                                | Lucas Glover                               | 265                                        | −19                                        | 2 golpes                                   | Ryan Moore Kevin Na                                         | 1,116,000                                  | 6,200,000                                  |                    |
| 2020                                | Cancelado debido a la Pandemia de COVID-19 | Cancelado debido a la Pandemia de COVID-19 | Cancelado debido a la Pandemia de COVID-19 | Cancelado debido a la Pandemia de COVID-19 | Cancelado debido a la Pandemia de COVID-19                  | Cancelado debido a la Pandemia de COVID-19 | Cancelado debido a la Pandemia de COVID-19 |                    |
| 2019                                | Dylan Frittelli                            | 263                                        | −21                                        | 2 golpes                                   | Russell Henley                                              | 1,080,000                                  | 6,000,000                                  |                    |
| 2018                                | Michael Kim                                | 257                                        | −27                                        | 8 golpes                                   | Bronson Burgoon Joel Dahmen Francesco Molinari Sam Ryder    | 1,044,000                                  | 5,800,000                                  |                    |
| 2017                                | Bryson DeChambeau                          | 266                                        | −18                                        | 1 golpe                                    | Patrick Rodgers                                             | 1,008,000                                  | 5,600,000                                  |                    |
| 2016                                | Ryan Moore                                 | 262                                        | −22                                        | 2 golpes                                   | Ben Martin                                                  | 864,000                                    | 4,800,000                                  |                    |
| 2015                                | Jordan Spieth (2)                          | 264                                        | −20                                        | Playoff                                    | Tom Gillis                                                  | 846,000                                    | 4,700,000                                  |                    |
| 2014                                | Brian Harman                               | 262                                        | −22                                        | 1 golpe                                    | Zach Johnson                                                | 846,000                                    | 4,700,000                                  |                    |
| 2013                                | Jordan Spieth                              | 265                                        | −19                                        | Playoff                                    | David Hearn Zach Johnson                                    | 828,000                                    | 4,600,000                                  |                    |
| 2012                                | Zach Johnson                               | 264                                        | −20                                        | Playoff                                    | Troy Matteson                                               | 828,000                                    | 4,600,000                                  |                    |
| 2011                                | Steve Stricker (3)                         | 262                                        | −22                                        | 1 golpe                                    | Kyle Stanley                                                | 810,000                                    | 4,500,000                                  |                    |
| 2010                                | Steve Stricker (2)                         | 258                                        | −26                                        | 2 golpes                                   | Paul Goydos                                                 | 792,000                                    | 4,400,000                                  |                    |
| 2009                                | Steve Stricker                             | 264                                        | −20                                        | 3 golpes                                   | Zach Johnson Brett Quigley Brandt Snedeker                  | 774,000                                    | 4,300,000                                  |                    |
| 2008                                | Kenny Perry                                | 268                                        | −16                                        | Playoff                                    | Brad Adamonis Jay Williamson                                | 756,000                                    | 4,200,000                                  |                    |
| 2007                                | Jonathan Byrd                              | 266                                        | −18                                        | 1 golpe                                    | Tim Clark                                                   | 738,000                                    | 4,100,000                                  |                    |
| 2006                                | John Senden                                | 265                                        | −19                                        | 1 golpe                                    | J. P. Hayes                                                 | 720,000                                    | 4,000,000                                  |                    |
| 2005                                | Sean O'Hair                                | 268                                        | −16                                        | 1 golpe                                    | Robert Damron Hank Kuehne                                   | 720,000                                    | 4,000,000                                  |                    |
| 2004                                | Mark Hensby                                | 268                                        | −16                                        | Playoff                                    | John E. Morgan                                              | 684,000                                    | 3,800,000                                  |                    |
| 2003                                | Vijay Singh                                | 268                                        | −16                                        | 4 golpes                                   | Jonathan Byrd J. L. Lewis Chris Riley                       | 630,000                                    | 3,500,000                                  |                    |
| 2002                                | J. P. Hayes                                | 262                                        | −22                                        | 4 golpes                                   | Robert Gamez                                                | 540,000                                    | 3,000,000                                  |                    |
| 2001                                | David Gossett                              | 265                                        | −19                                        | 1 golpe                                    | Briny Baird                                                 | 504,000                                    | 2,800,000                                  |                    |
| 2000                                | Michael Clark II                           | 265                                        | −19                                        | Playoff                                    | Kirk Triplett                                               | 468,000                                    | 2,600,000                                  |                    |
| 1999                                | J. L. Lewis                                | 261                                        | −19                                        | Playoff                                    | Mike Brisky                                                 | 360,000                                    | 2,000,000                                  |                    |
| Quad City Classic                   |                                            |                                            |                                            |                                            |                                                             |                                            |                                            |                    |
| 1998                                | Steve Jones                                | 263                                        | −17                                        | 1 golpe                                    | Scott Gump                                                  | 279,000                                    | 1,550,000                                  |                    |
| 1997                                | David Toms                                 | 265                                        | −15                                        | 3 golpes                                   | Brandel Chamblee Robert Gamez Jimmy Johnston                | 243,000                                    | 1,350,000                                  |                    |
| 1996                                | Ed Fiori                                   | 268                                        | −12                                        | 2 golpes                                   | Andrew Magee                                                | 216,000                                    | 1,200,000                                  |                    |
| 1995                                | D. A. Weibring (3)                         | 197                                        | −13                                        | 1 golpe                                    | Jonathan Kaye                                               | 180,000                                    | 1,000,000                                  |                    |
| Hardee's Golf Classic               |                                            |                                            |                                            |                                            |                                                             |                                            |                                            |                    |
| 1994                                | Mark McCumber                              | 265                                        | −15                                        | 1 golpe                                    | Kenny Perry                                                 | 180,000                                    | 1,000,000                                  |                    |
| 1993                                | David Frost (2)                            | 259                                        | −21                                        | 7 golpes                                   | Payne Stewart D. A. Weibring                                | 180,000                                    | 1,000,000                                  |                    |
| 1992                                | David Frost                                | 266                                        | −14                                        | 3 golpes                                   | Tom Lehman Loren Roberts                                    | 180,000                                    | 1,000,000                                  |                    |
| 1991                                | D. A. Weibring (2)                         | 267                                        | −13                                        | 1 golpe                                    | Paul Azinger Peter Jacobsen                                 | 180,000                                    | 1,000,000                                  |                    |
| 1990                                | Joey Sindelar                              | 268                                        | −12                                        | Playoff                                    | Willie Wood                                                 | 180,000                                    | 1,000,000                                  |                    |
| 1989                                | Curt Byrum                                 | 268                                        | −12                                        | 1 golpe                                    | Bill Britton Brian Tennyson                                 | 126,000                                    | 700,000                                    |                    |
| 1988                                | Blaine McCallister                         | 261                                        | −19                                        | 3 golpes                                   | Dan Forsman                                                 | 108,000                                    | 600,000                                    |                    |
| 1987                                | Kenny Knox                                 | 265                                        | −15                                        | 1 golpe                                    | Gil Morgan                                                  | 90,000                                     | 500,000                                    |                    |
| 1986                                | Mark Wiebe                                 | 268                                        | −12                                        | 1 golpe                                    | Curt Byrum                                                  | 72,000                                     | 400,000                                    |                    |
| Lite Quad Cities Open               |                                            |                                            |                                            |                                            |                                                             |                                            |                                            |                    |
| 1985                                | Dan Forsman                                | 267                                        | −13                                        | 1 golpe                                    | Bob Tway                                                    | 54,000                                     | 300,000                                    |                    |
| Miller High Life QCO                |                                            |                                            |                                            |                                            |                                                             |                                            |                                            |                    |
| 1984                                | Scott Hoch (2)                             | 266                                        | −14                                        | 5 golpes                                   | George Archer Vance Heafner Dave Stockton                   | 36,000                                     | 200,000                                    |                    |
| 1983                                | Danny Edwards                              | 266                                        | −14                                        | Playoff                                    | Morris Hatalsky                                             | 36,000                                     | 200,000                                    |                    |
| 1982                                | Payne Stewart                              | 268                                        | −12                                        | 2 golpes                                   | Brad Bryant Pat McGowan                                     | 36,000                                     | 200,000                                    |                    |
| Quad Cities Open                    |                                            |                                            |                                            |                                            |                                                             |                                            |                                            |                    |
| 1981                                | Dave Barr                                  | 270                                        | −10                                        | Playoff                                    | Woody Blackburn Frank Conner Dan Halldorson Victor Regalado | 36,000                                     | 200,000                                    |                    |
| 1980                                | Scott Hoch                                 | 266                                        | −14                                        | 3 golpes                                   | Curtis Strange                                              | 36,000                                     | 200,000                                    |                    |
| Ed McMahon-Jaycees Quad Cities Open |                                            |                                            |                                            |                                            |                                                             |                                            |                                            |                    |
| 1979                                | D. A. Weibring                             | 266                                        | −14                                        | 2 golpes                                   | Calvin Peete                                                | 36,000                                     | 200,000                                    |                    |
| 1978                                | Victor Regalado                            | 269                                        | −15                                        | 1 golpe                                    | Fred Marti                                                  | 30,000                                     | 150,000                                    |                    |
| 1977                                | Mike Morley                                | 267                                        | −17                                        | 1 golpe                                    | Bob Murphy Victor Regalado                                  | 25,000                                     | 125,000                                    |                    |
| 1976                                | John Lister                                | 268                                        | −16                                        | 2 golpes                                   | Fuzzy Zoeller                                               | 20,000                                     | 100,000                                    |                    |
| 1975                                | Roger Maltbie                              | 275                                        | −9                                         | 1 golpe                                    | Dave Eichelberger                                           | 15,000                                     | 75,000                                     |                    |
| Quad Cities Open                    |                                            |                                            |                                            |                                            |                                                             |                                            |                                            |                    |
| 1974                                | Dave Stockton                              | 271                                        | −13                                        | 1 golpe                                    | Bruce Fleisher                                              | 20,000                                     | 100,000                                    |                    |
| 1973                                | Sam Adams                                  | 268                                        | −16                                        | 3 golpes                                   | Dwight Nevil Kermit Zarley                                  | 20,000                                     | 100,000                                    |                    |
| 1972                                | Deane Beman (2)                            | 279                                        | −5                                         | 1 golpe                                    | Tom Watson                                                  | 20,000                                     | 100,000                                    |                    |
| 1971                                | Deane Beman                                | 277                                        | −7                                         | 2 golpes                                   | Dow Finsterwald                                             | 5,000                                      | 25,000                                     |                    |